# Dolby HX Pro
Dolby HX, Dolby HX Pro — системы динамического подмагничивания (далее по тексту — «СДП»). Dolby HX разработана фирмой B&O (Bang and Olufsen). Dolby HX Pro — это серьёзно доработанная и впоследствии широко применённая на практике система, значительно превосходящая по эффективности прародителя. Принцип работы этих систем заключается в динамическом управлении уровнем тока высокочастотного подмагничивания, в записывающей головке магнитофона, в зависимости от спектра записываемого сигнала. Характеристика управления током подмагничивания в этих системах определяется частотно-зависимыми цепями в схеме управления системой, определяющими взвешенную характеристику на высоких частотах. СДП принципиально предназначены для расширения как частотного так и динамического диапазона - «слабых мест» в технике магнитной записи, и особенно кассетной. 
Воспроизведение записей, сделанных с любой СДП, не требует какой-либо коррекции на воспроизводящем аппарате. Обозначение «Dolby HX Pro» на фабричных компакт-кассетах с записью не имеет никакого смысла, так как скорее всего запись была сделана на высокоскоростном копировальном аппарате без этой системы, а также даже если при записи она и применялась, то при воспроизведении не требуется никакой коррекции и других специальных действий пользователя любого магнитофона.
Существуют версии СДП, именуемые как «СДП», «СДП-2», «САДП». Эти системы изначально были разработаны в СССР (СНГ) энтузиастами (автор — Николай Сухов), первоначально на основе Dolby HX Pro, в определённой степени её копированием и схемным упрощением. 
Таким образом, все существующие СДП предназначены для расширения динамического диапазона тракта магнитофона на высоких частотах. 
Несколько ранее для понижения нелинейных искажений на высоких частотах была разработана и применялась на ряде магнитофонов система DYNEQ (динамический корректор) фирмы «Tandberg», ADRS (система автоматического понижения искажений) фирмы «AKAI». Отличие этой системы от СДП заключается в «подготовке» спектра записываемого сигнала к возможностям тракта записи без расширения его динамического диапазона; уровень подмагничивания, как и в традиционном тракте записи, фиксирован. Суть её работы заключалась в мягком ограничении высокочастотных составляющих (ВЧ лимитер) в усилителе записи до уровня, при котором они могут быть записаны с приемлемым коэффициентом нелинейных искажений.